# Генрі Дафел
Хеннінг Йоханнес «Генрі» Дафел (англ. Henning Johannes «Henry» Dafel ;нар. 8 січня 1889 — пом. 21 серпня 1947) — південноафриканський легкоатлет, срібний призер літніх Олімпійських ігор 1920 року в естафеті 4×400 метрів.

## Біографія
Народився 8 січня 1889 року в місті Преторія провінції Ґаутенг, Південна Африка.
На літніх Олімпійських ігор 1920 року в Антверпені (Бельгія) змагався в естафеті 4х400 метрів, де він виграв срібну медаль зі своїми товаришамм по команді Кларенсом Олдфілдом, Джеком Оостерлааком і Бевілом Раддом. Вони закінчили забіг з часом у 3 хвилини і 23 секунди.
Г. Дафел також фінішував шостим у бігу на 400 метрів. У забігу на 800 метрів вибув у півфіналі.